# مادام سن ژان
مادام سن ژان (فرانسوی: Madame Sans-Gêne‎) یک فیلم به کارگردانی کریستین-ژاک در سبک کمدی رمانتیک است که در سال ۱۹۶۱ منتشر شد. از بازیگران آن می‌توان به سوفیا لورن، سیلویا سولار، روبر حسین، برونو کاروتنوتو و مارینا برتی اشاره کرد.